# Універсальний солдат 4: Новий вимір
«Універсальний солдат 4» (оригінальна назва —«Універсальний солдат: День розплати», англ. Universal Soldier: Day of Reckoning) — фантастичний бойовик Джона Хайамс. Перший фільм в серії, знятий у форматі 3D. Зйомки проходили в США (Батон-Руж, штат Луїзіана) з 9 травня по 19 червня 2011. 4 жовтня 2012 фільм вийшов в кінотеатрах Росії, а 30 листопада — в обмеженому прокаті в кінотеатрах США.
Колишній військовий Джон покладає на героя попередніх фільмів, «універсального солдата» Люка Деверо, вину за загибель своєї родини. В той час Деверо об'єднується зі своїм ворогом Ендрю Скоттом аби збудувати новий політичний устрій, яким правитимуть «універсальні солдати». Полюючи на Люка, Джон розкриває, що став частиною заплутаного плану.
Фільм був заявлений, як вкрай кривавий та жорстокий, наповнений великою кількістю дійства та бойових сцен, а його сюжет — сумішшю «Того, хто біжить по лезу» та «Апокаліпсису сьогодні».

## Сюжет
Колишній військовий Джон на прохання своєї малої дочки вирушає перевірити чи немає в їхньому будинку монстрів. Джон стикається з трьома невідомими в масках, які вбивають його дружину з дочкою і ранять його самого. Згодом він виходить з коми у лікарні, слабко пам'ятаючи деталі нападу. Агент ФБР Горман допомагає Джону пригадати що сталося і той впізнає в одному зі злочинців колишнього «універсального солдата» Люка Деверо, котрий перебуває в розшуку. Тоді Горман активує «сплячого агента» Магнуса, одного з клонованих «універсальних солдатів» наступного покоління. Магнус у пошуках Люка заходить до борделю, де вбиває всіх повій і більшість відвідувачів. Одним з уцілілих виявляється клонований Ендрю Скотт, він виводить Магнуса з ладу і вводить йому сироватку, що звільняє його з-під урядового контролю. Магнус знайомиться з групою сепаратистів, очолюваною Деверо і Скоттом, які планують за допомогою «універсальних солдатів» повалити чинну владу в США та встановити власну.
Джон сповнюється рішучості помститися. Він отримує дзвінок від невідомого, який представляється його другом Айзеком, просить про допомогу та призначає зустріч. Але в домовленому місці Джон знаходить Айзека жорстоко вбитим біля візитівки стриптиз-клуб. Вирушивши до цього клубу, Джон знайомиться зі стриптизеркою Сарою. Магнус вислідковує його і вколює сироватку. Під дією уколу Джон бачить галюцинації, але пересилює їхній вплив. Зрозумівши, що сироватка не подіяла, як очікувалось, Магнус нападає на Джона, відрубавши йому кілька пальців. Попри це Джону з Сарою вдається втекти. Сара говорить Джону, що пам'ятає як він працював водієм вантажівки, жив у хатині на березі річки і що в них були романтичні стосунки.
Тим часом Люк Деверо організовує зі звільнених «універсальних солдатів» секту. Він обіцяє її учасникам прихід до влади, щоб помститися їхнім творцям. Магнус повертається до Люка, коли секта страчує одного з неблагонадійних.
Сумніваючись у власних спогадах, Джон просить зустрічі з агентом Горманом. Він дізнається, що Деверо часто бачили в доках, звідки Джон привозив вантажі. Джон вирушає в доки, оглядає останній вантаж і зустрічається з місцевим менеджером Роном Кастеллано, який показує кадри з прихованої камери, на яких видно як Джон убиває Айзека. Менеджер здогадується, що Джона підставили, але ніяк це не коментує.
Джон із Сарою вирушають до хатини, де їх перепиняє Магнус. Убивши його, Джон усвідомлює, що володіє надзвичайною силою та бойовими здібностями, а його відрубані пальці відросли. Джон і Сара добираються до хатини, в якій зустрічають іншого Джона, котрий стверджує, що він оригінал, а гість — клон. Справжній Джон пояснює як був під контролем уряду, щоб вистежити Люка Деверо. Але той звільнив його з-під контролю і найняв собі на службу. Проте тепер справжній Джон сумнівається чи був це його вільний вибір. Клон стріляє в оригінала, а потім наказує Сарі вирізати з його тіла радіомаячок, який забирає собі. Видаючи себе за свого двійника, Джон вирушає на зустріч з поплічником Люка, котрий забирає його на катері.
Вони приходять у підпільну штаб-квартиру секти Люка, сховану в лісі у підземному бункері. Там його зустрічає доктор Су, колишній вчений програми «універсальний солдат», який показує, що Джон був клонований кілька тижнів тому, а його родини ніколи не існувало. Доктор Су пропонує стерти спогади, на що Джон погоджується. Та під час операції Джон не вірить, що спогади були фальшиві, виривається і вбиває всіх «універсальних солдатів» на шляху. Подолавши Ендрю Скотта в двобої, він добирається до Люка. Противник врешті-решт перемагає, але бачить у Джоні гідного суперника. Визнавши, що створення «універсальних солдатів» треба припинити, Люк дозволяє вбити себе.
Згодом Джон знову зустрічається з агентом Горманом. Той пояснює, що підлаштував усе це з метою знищити Люка. Агент знайшов кращий спосіб контролювати солдатів — замість навіювати їм почуття патріотизму, він скористався фальшивими спогадами про родину. Джон застрелює Гормана, але слідом з'являється клон Гормана і три «універсальних солдата», які забирають труп. Джон сідає в їхнє авто та їде, згадуючи свою родину.

## У ролях
- Жан Клод Ван Дам — Люк Деверо
- Дольф Лундгрен — Ендрю Скотт
- Скотт Едкінс — Джон
- Рас Блекуелл — агент Горман
- Марія Боннер — Сара
- Крістофер Ван Варенберг — Майлс
- Андрій Орловський — Магнус
- Рой Джонс
- Одрі П. Скотт — Емма
- Дівід Дженсен — доктор Су
- Джеймс ДюМонт — доктор Тімоті Брейді
- Адам Сіблі — унісол 4
- Глен Уорнер — старший комірник
- Лорі Іден — танцівниця стриптиз-клубу
- Джулі Еріксон — жінка
- Девід Лі Валле — байкер
- Крістофер Северіо — солдат
- Роберт Даутет — лабораторний технік
- Джеймс Роулінгс — унісол
- Бретт Б'юбей — завсідник бару